# Богове (филм)
„Богове“ (на полски: Bogowie) е полски игрален филм от 2014 г., на режисьора Лукаш Палковски. Премиерата на филма е на 10 октомври 2014 г. в Полша.

## Сюжет
Внимание:  Текстът по-долу разкрива сюжета на произведението (или части от него)!
Филмът разказва историята на полския кардиохирург Збигнев Релига и обстоятелствата, при които той извършва първата в Полша успешна сърдечна трансплантация през 1985 г.

## В ролите
| Актьор              | Роля                                   |
| ------------------- | -------------------------------------- |
| Томаш Кот           | Збигнев Релига                         |
| Пьотър Гловацки     | проф. Марян Зембаля                    |
| Зджислав Вардейн    | проф. Анджей Бохенек                   |
| Магдалена Червинска | Анна Релига, съпруга на Збигнев Релига |
| Рафал Заверуха      | Ромуалд Чихон                          |
| Марта Шчислович     | Магда, медицинска сестра               |
| Каролина Пехоцка    | Криша, медицинска сестра               |
| Войчех Солаж        | анестезиолог                           |
| Аркадюш Яничек      | перфузиолог                            |
| Цезари Кошински     | Роман Влодарски                        |
| Конрад Бугай        | млад лекар                             |
| Магдалена Качмарек  | Йолка, медицинска сестра               |
| Магдалена Врубел    | Михалина, медицинска сестра            |
| Милена Сушинска     | Гошка, медицинска сестра               |
| Ян Енглерт          | проф. Вацлав Шитковски                 |
| Владислав Ковалски  | Ян Мол                                 |
| Збигнев Замаховски  | Станислав Пасик                        |
| Марян Опания        | Ян Нелюбович                           |
| Малгожата Лата      | Евка, пациент                          |
| Кинга Прайс         | майка на Евка                          |
| Ришард Котис        | член на комисията по медицинска етика  |
| Влоджимеж Адамски   | член на комисията по медицинска етика  |
| Марян Зембала       | член на комисията по медицинска етика  |
| Анджей Бохенек      | член на комисията по медицинска етика  |

## Награди и номинации
| Награда    | Категория                   | Номиниран(и)                      | Резултат |
| ---------- | --------------------------- | --------------------------------- | -------- |
| Златен лъв | Най-добра мъжка главна роля | Томаш Кот                         | награда  |
| Златен лъв | Най-добър сценарий          | Кшищоф Рак                        | награда  |
| Златен лъв | Най-добра сценография       | Войчех Жогала                     | награда  |
| Златен лъв | Най-добро характеризиране   | Агнешка Ходована, Анета Бшозовска | награда  |